# Trencséni vár

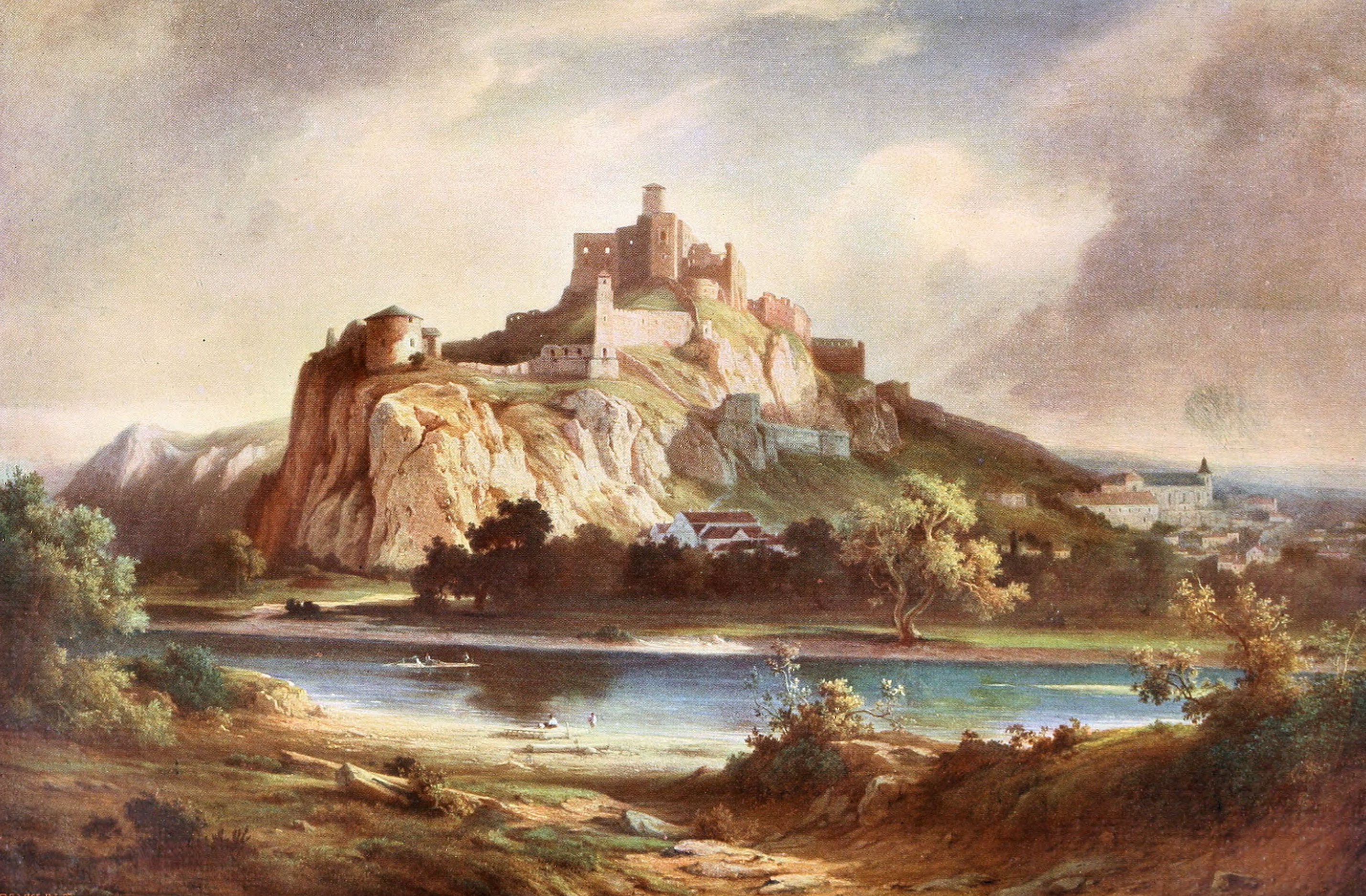
Ligeti Antal:Trencsén vára, 19. század vége

A mai Trencséni vár (szlovákul: Trenčiansky hrad) Trencsén városának szívében, a Várhegy (Mária-hegy) mészkőszirtjén emelkedik a Vág völgye fölött. A meglehetősen nagy alapterületű vár viszonylag jól felújított. A Várhegy három oldalról igen meredek, csak a déli részén lankásabb. A vár nemcsak Trencsén városának jellegzetes látnivalója, hanem az egész középső Vág mentének.

## Története

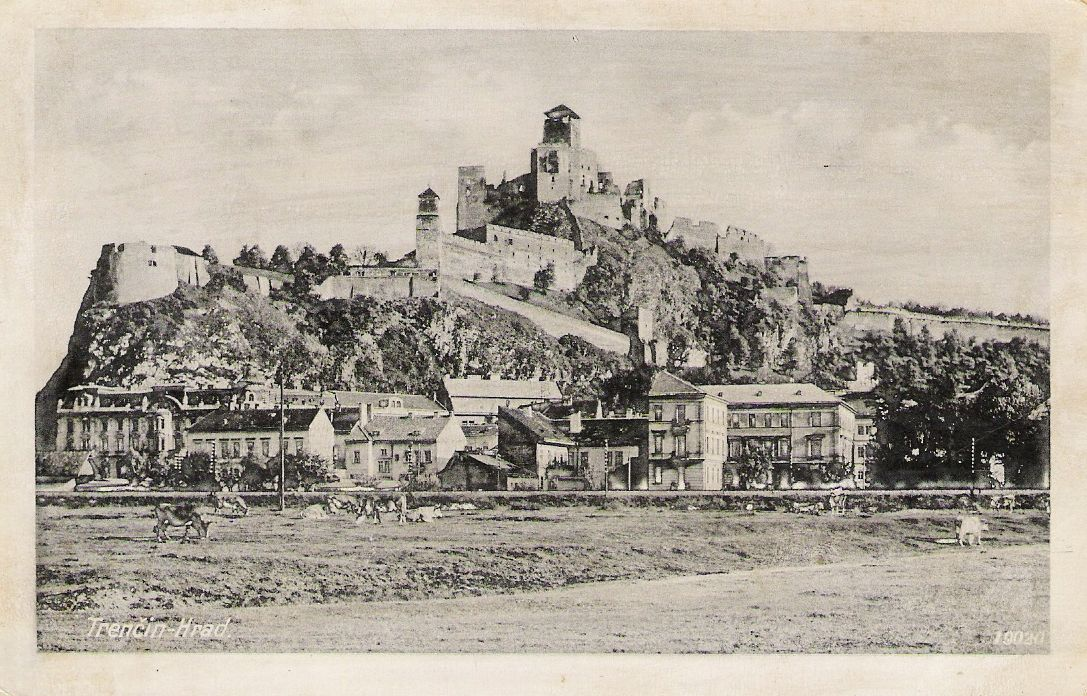
Trencsén vára 1930-ban

Trencsénben az ásatások szerint már Kr. e. 1700 körül élt itt ember. A római korban Laugaricio tábor állt itt, amely azonban a limesen túl volt. A római kort azonban megőrizte a várhegyen található, Kr. u. 179-ből származó felirat, mely a Tátra Szálló első emeletéről látható. Az emléktábla megörökíti a II. római légió a germánok fölötti győzelmét. A várhegyen egy másik dombormű Giskra Jánosnak állít emléket.

A szlávok idejében egy 1 km² alapterületű földvár állt itt, amelyben egy négyapszisos rotundát is találtak a 9. századból. Az Árpádok idejében a 11. századból származik a legkorábbi információ arról, hogy a várhegyen egy bástyát emeltek. A vár ellenállt a tatár támadásnak IV. Béla idejében. Az Árpád-ház kihalása után Csák Máté kiskirály Trencsénben rendezte be a székhelyét, ahol a várhoz palotát is emelt, emellett a 11. századi bástyát is jelentősen kibővítette és átalakíttatta, melyet Máté-bástyának hívtak. Csák Máté halála után 1321-től Károly Róberté a vár, aki a cseh és lengyel királlyal 1335-ben itt folytatott tárgyalást. Nagy Lajos idejében a felső várat megerősítették és átépítették a várpalotát. Nagy Lajos 1362-ben itt tárgyalt Luxemburgi Zsigmonddal arról, hogy Nagy Lajos lánya Mária Zsigmond felesége lesz. Mivel Zsigmond cseh királyként ellentétbe került a huszitákkal, ezért Trencsén várát megerősítette, számítva egy magyarországi támadásra. 

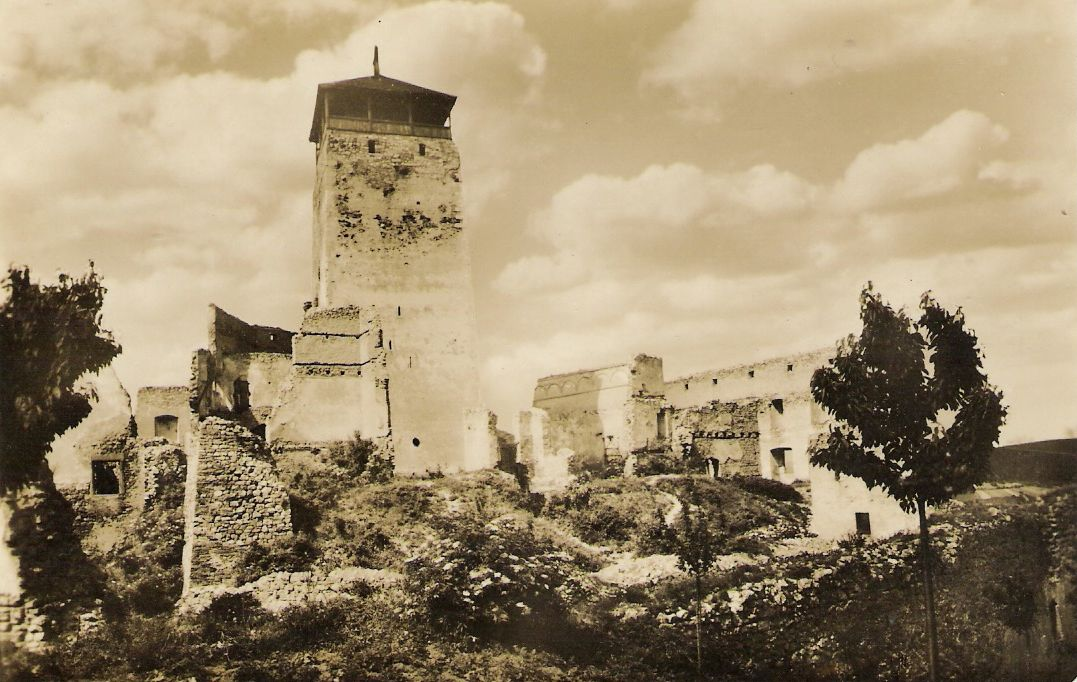
Trencsén várának látképe a felújítás előtt az 1950-es években

 Ekkoriban épült a Borbála-palota és a várkápolna, jelezve, hogy Luxemburgi Zsigmond a várat feleségének, Borbálának ajándékozta. 1431-ben a husziták sikertelenül ostromolták meg a várat. Habsburg Albert halála után Giskra János rendezkedett be a várban, aki 1462-ben Hunyadi Mátyással megegyezett, így a vár ismét királyi kézre került. Mátyás a várat azonban zálogba adta. A zálogdíjat csak Szapolyai István fizette ki 1477-ben. Ebben az időben keletkezett a monda szerint a vár kútja. A Szapolyaiak a lövési technika fejlődése miatt megerősítették a várat. Három új falat emeltek kettős árokkal. Ezen átépítés után a várat többé nem tudták bevenni. Szapolyai István után, fia János lett a vár tulajdonosa, azonban Ferdinánd koronázása után a várat megostromolták. 1528. június 30-án a várőrség feladta a várat Katzianer császári generálisnak. Az ostrom során a vár jelentősen megsérült, javítását az Illésházyak végezték el, akik 1586-tól Trencsén vármegye örökös ispánjai lettek. A javítás során olasz építészek tervei szerint csillag alakú védelmi erődöt emeltek a vár védelmében és modernizálták az épületeket, vagyis a magas gótikus tetőket síktetőre cserélték a reneszánsz kor ízlésének megfelelően. Illésházy István 1594-ben előbb zálogba kapja a várat, majd 1600-ban az uradalommal együtt meg is veszi. Ezután hozzákezdett a vár költséges felújításának. 1663-ban a törökök felgyújtották Trencsént, azonban a várat nem kísérelték megostromolni. Az utolsó bővítést ekkor a Brezinán végezték, ahol egy csillagtornyot építettek a malomtorony védelmére. A Rákóczi-szabadságharcban mindvégig császári kézen maradt. A vár elfoglalására induló kurucok 1708. augusztus 3-án súlyos vereséget szenvedtek Trencsén mellett. A német várőrség 1782-ig maradt a várban. 1790. június 11-én a vár leégett, azóta rom. A még megmaradt berendezést az Illésházyak máriatölgyesi kastélyukba szállították, majd később a trencséni múzeumhoz kerültek. A 19. század végén a vár állagát konzerválták, hogy a további romlást elkerüljék. 1905-ben a romot Trencsén városa kapta meg, majd az első világháború után a csehszlovák turistaegyesület kezelte. 1952-ben a szocializmus évei alatt 1. kategóriájú műemléknek nyilvánították és elkezdték költséges felújítását, amely 1954-től kisebb-nagyobb megszakításokkal folyamatosan tart.

## Út a várba

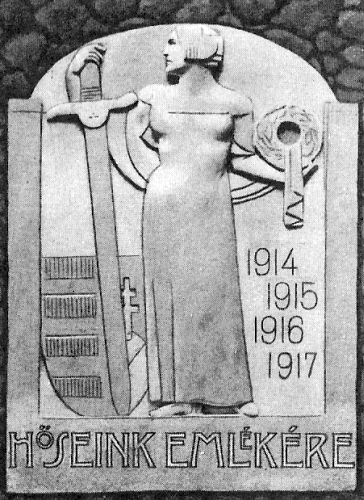
A Kara Mihály által készített Hunnia emlékmű, melyet a cseh katonák 1920-ban gipsszel eltakartak, helyén ma a Giskra-emlékmű áll

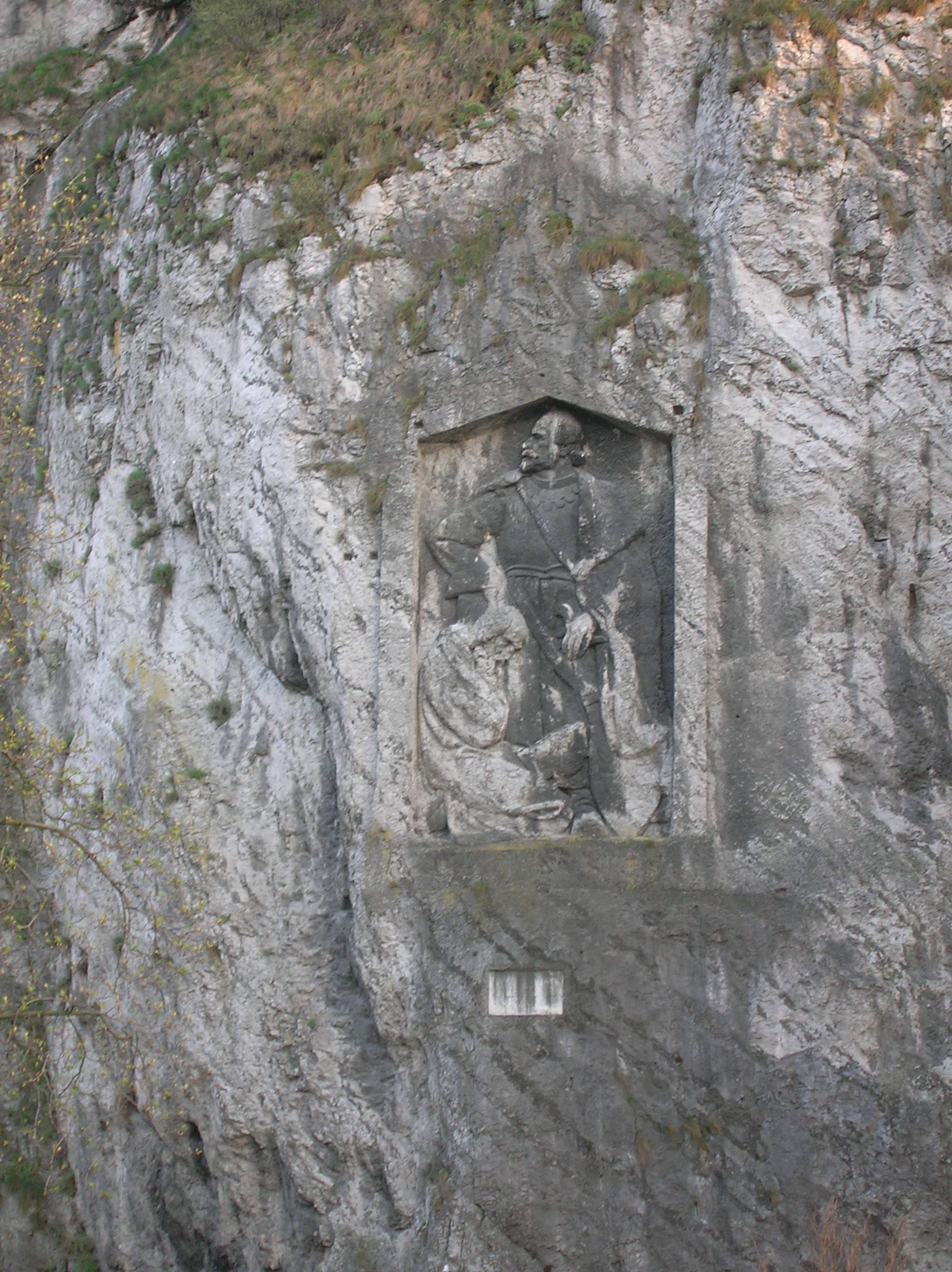
A mai Giskra emlékmű a trencséni Várhegyen

- A várba vezető út mentén láthatjuk a várhegyen a Giskra János domborművet, amely eredetileg a világháborúban elesett hősök emlékére készült, azonban amikor a városba bevonultak 1918-ban a csehek az emlékművet elpusztították, mivel Hunnia-nőalak volt rajta ábrázolva. 1921-ben a dombormű maradványaiból készült el a Giskra emlékmű.
- A plébániatemplom alatt található a városi hóhér háza, mely mellett találhatók a rejtett lépcsők, amelyeket 1568-ban építettek, ezen jutottak fel a trencséni céhek tagjai a várba.
- A rejtett lépcsők a trencséni gótikus plébániatemplom apszisához visznek. A templom mellett áll a Szent Mihály karner (csontkápolna), mely eredeti gótikus stílusában maradt az utókorra. A karner betemetett pincéjében egy olvasztókemencére is rátaláltak, ami azt bizonyítja, hogy nemcsak egyházi célokat szolgált az épület.

## A vár részei

### Elővár

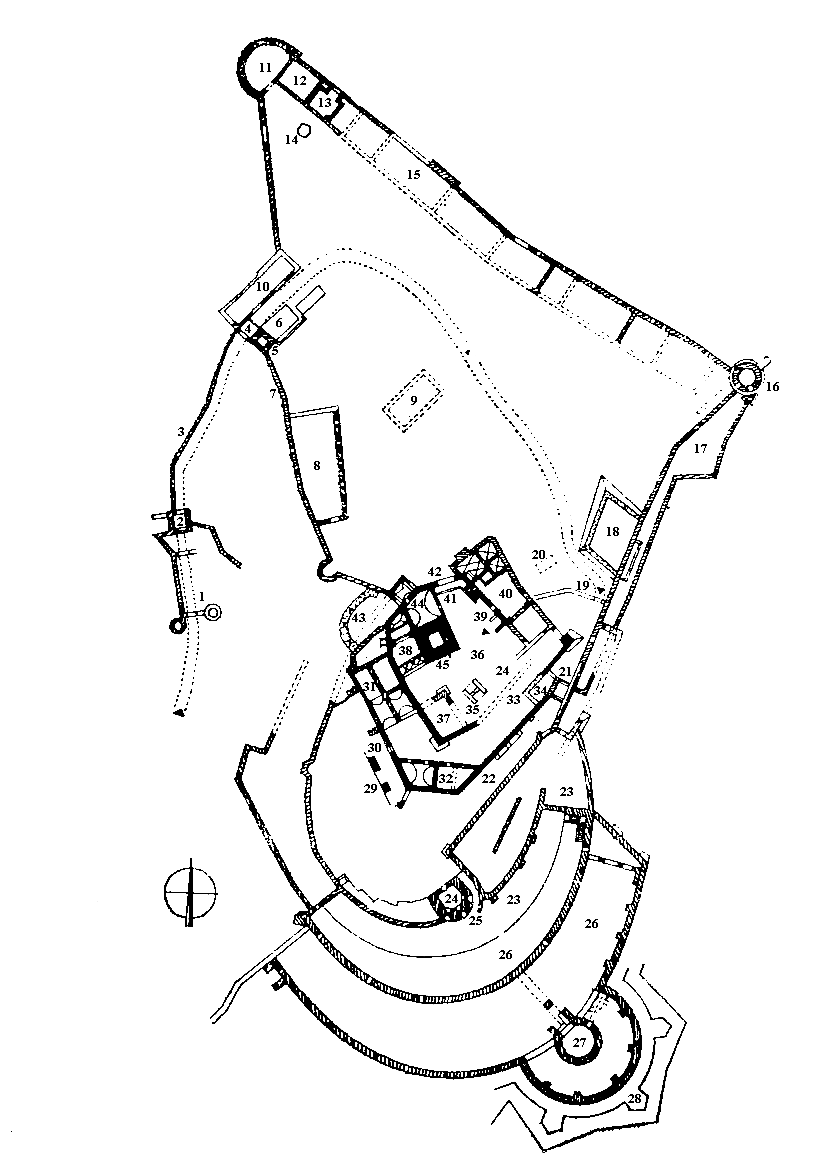
A Trencséni vár alaprajza, az egyes részek számozva

1. Kapualj – Párkányos várfalból, két toronyból és összekötő falból áll. Az első kaput a 16. század végén Pietro Ferrabosco tervei alapján építették. A párkányos várfal szabálytalan alakú, és néhányszor megtört, amelynek csak az alapjai maradtak meg. A várba menő út keresztül halad a két bástya között.
2. Első kapu – torony a függőhíddal – 1430 körül épült a négyszögletes alaprajzú torony a csapóhíddal, mely híd alatt van a várárok. Ez volt a vár első kapuja. A torony pártázatos reneszánsz attikával rendelkezik. Pietro Ferrabosco alakította át a tornyot reneszánsz stílusban. A torony előtti várárok is oldalról fallal volt védve, amelynek csak részei maradtak meg. A gótikában ez a kapu csapóráccsal is rendelkezhetett.
3. Összekötő várfal – Az első és második kaput kötötte össze egymással. A falat később átépítették, mivel az alapjai nem illeszkednek a magasabban fekvő részekkel.
4. Második kapu – Eredetileg két kapu védte. Később csak a Mátyás vagyis Óra torony maradt meg.
5. Mátyás torony (vagy Óra torony) – A tornyot eredetileg 15. században építették. Ennek helyén állhatott a Máté-bástya, melyről még 1550-ben is történik említés. A Mátyás torony három emeletes volt, hagymakupolával rendelkezett, dél felé egy rejtett út is vezetett belőle a laktanyák felé. A 17. században ezt két keskenyebb emelettel toldották meg. Ezen munkálatok során a régi hagymakupolás tetőt megszüntették és toronyórát, illetve új egyszerűbb tetőt alakítottak ki. A vár leégése után az órát elvitték Máriatölgyesre és az ottani várkastély tornyába építették be.
6. Elülső várudvar – A Mátyás torony, és párkányos fal között helyezkedik el az elülső várudvar. Ezen a helyen állt a várőr háza, amelyet 1968-ban bontottak le.
7. Nyugati várfal – A nyugati várfal köti össze a Mátyás tornyot a várkastéllyal. A 15. század első felében épült. Eredetileg gótikus díszítése volt, amelyet azonban a 17. századi átépítés során eltávolítottak. Ezen átépítés során a falat meg is magasították. Ez a várfal kötötte össze a laktanyát és a Mátyás-toronnyal.
8. Laktanya – Szapolyai János nagy hadsereget kívánt elszállásolni a várban. Ezért Zsigmond király várfalát felhasználva, épített egy egyemeletes laktanyát a várfalhoz. A földszinten lőréseket létesítettek. Az emeleten egyszerű ablakok voltak egyenes mennyezetű helységekkel. A 16. századi reneszánsz átépítés során egy újabb emelettel toldották meg az épületet. a laktanyából csak három fal maradt meg.
9. Újabb két laktanya – a nagy várudvar egy magasabb fekvésű helyén feküdtek. Csak az egyikből maradt meg egy pince, melynek dongaboltozata van. Erről tévesen azt feltételezték, hogy az egykori puskapor raktár volt. 1663-ban a császári katonaság kapott ezekben a laktanyákban helyet és 120 évig itt is maradtak.
10. A várőr háza – Helyén eredetileg egy torony állt, mely a Mátyás toronyhoz illeszkedett. 1540-ben Thurzó Elek építtetett helyén egy földszintes épületet, amelyből megmaradt egy belső fal két reneszánsz portállal és ablakkal. Az első Csehszlovák Köztársaságban beton kilátótornyot építettek ide, melyet mint lakást is kihasználtak.
11. Ágyú bástya – Helyén eredetileg egy gótikus kör alakú bástya állt, amely a várhegy keleti részében lévő éheztetőkamrához hasonlíthatott. Az új bástyát 1540 után építették Thurzó Elek utasítására. Az új bástyába a régi maradványait is beépítették. A bástya ágyú lőrésekkel van ellátva, ugyanis ez a bástya védte a Vág hidait.
12. Malom – Az ágyú bástyáról néhány lépéssel jut el az ember a téglalap alakú puskapormalomba.
13. Kápolna – A malom keleti oldalához csatlakozik a várkápolna, mely gótikus eredetű. Viszonylag kicsi volt és közvetlenül a várfalhoz épült. Dongaboltozata a kutatók számára sokáig fejtörést okozott, hogy vajon román vagy gótikus stílusú-e.
14. Várkút – A kápolna előtt áll a várkút, amelyhez az ismert legenda kapcsolódik. A legenda szerint a kút Szapolyai István idejében épült. A kút valójában az 1420-as években épülhetett és helybeli jobbágyok építették. Más vélemények szerint jóval később Katzianer katonái kezdték el ásni 1557-ben és 1564–1570 között fejezték be.  Eredetileg 72 méter mély volt, 1955-ben azonban már csak 56,3 méter mély, melyből 6,3 méter a vízoszlop. Mivel a kút nem érte el a Vág szintjét, így a benne lévő víz esővíz volt és független volt a Vág szintjének változásától. 1968-ban a várkutat kitisztították 72 méteres mélységig és egy 10,1x0,8 méteres vak járatot is találtak az aljában. 1970-ben további 7 méterrel mélyítették a kutat, azonban még csak vízforrás nélküli szikla feneket találtak. A kutat ma egy hatszögletű tető fedi. A kút megépítése előtt vagy a Vágról hoztak vizet vagy a éheztetőkamra melletti Hóhér-forrásból (Katova studnička). A trencséni várkút

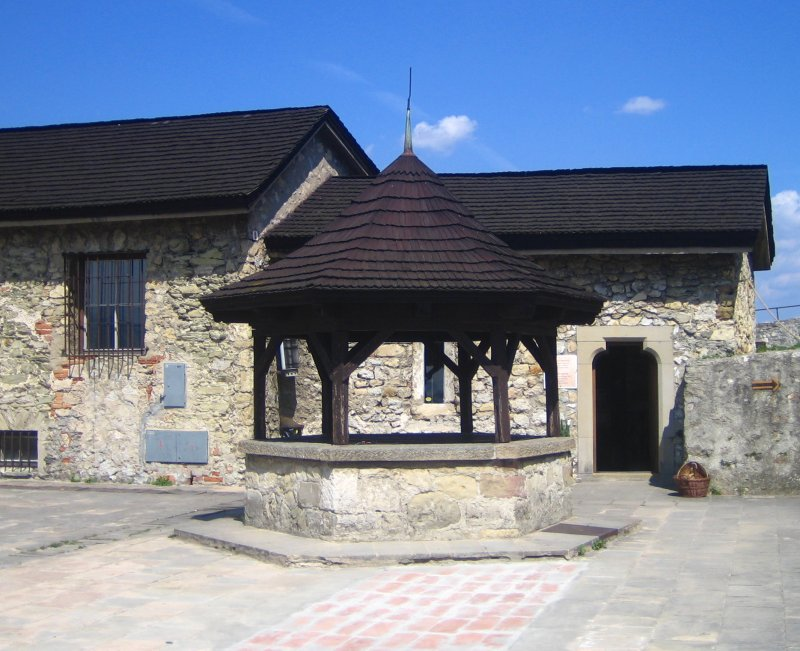
A trencséni várkút

15. Esküvői terem – A várhegy északi részénél a 17. század első felében a várfal mellett több épületet emeltek, amelyekből csak az alapok maradtak meg. A legjobban megmaradt az esküvői terem fala, melyen három reneszánsz ablakrész látható.
16. Éheztetőkamra – A várhegy keleti részénél egy nagyméretű hengeres alakú épület Luxemburgi Zsigmond idejében épült. A 17. században Királyi toronynak hívták. Falai 2,8 méter vastagok, a földszintről, amelyben az őrök tartózkodtak a pincébe csak egy 45×45 cm-es résen lehet átjutni. A pince magassága 7 méter, átmérője 6 méter. Egyetlen szellőzőnyílása 12×12 cm. Semmilyen tárgyi vagy írásos bizonyíték nem maradt meg azonban arról, hogy bárkit kiéheztettek volna itt.
17. Kettős várfal – Az éheztetőkamra mellett a várfalak a belső vár felé emelkednek, miközben egymáshoz is közelednek.
18. Üteg bástya (kavaliér) – A török korban az éheztetőkamra mellett egy négyoldalú bástyát építettek, melynek ágyúit meg lehetett fordítani a nagy várudvar felé is. Az üteg bástya építéséhez felhasználták a régebbi épületek köveit, a közepét pedig földdel töltötték ki és hogy az ágyúk ne döntsék ki a falat, támasztópilléreket is építettek.
19. Harmadik kapu – Török-kapunak is hívták. Érsekújvár eleste után (1663) a Szeles-torony védelmére kiépítettek egy íves kapualjat (propugnaculum), amely a Borbála-palotát kötötte össze az Üteg bástya melletti gótikus várfallal.  Ez lett a harmadik kapu. A kapuhoz kapcsolódó várfalon sok lőrés volt a nagy várudvar irányába is.
20. Ciszterna – A 17. században ásták ki a Borbála-palota és az Üteg bástya közötti ciszternát. Ezt 1958-ban kibetonozták.

### Második kapualj
1. Negyedik kapu – Szeles-toronynak is nevezték a 17. században. A negyedik kapu közvetlenül a harmadik kapu mögött található. 1430 után épült. Ez a kapu vezetett közvetlenül a palotákhoz. Eredetileg többszintes volt, azonban a 19. században nagy része elpusztult. Ma csak a részei láthatók.
2. Várfal-köz – A negyedik kapu után viszonylag keskeny út vezet két fal között. A jobb oldalon egy öregebb, a 14. század második feléből származó várfal, míg bal oldalon egy reneszánsz várfal látható. A bal oldali fal biztosította az utat a palotákhoz, a Brezináról esetlegesen érkező támadások ellenében.
3. Kilátó – A negyedik kapu bal oldalán egy kilátó is elérhető, mely a trencséni ipartelepre, az északi Vág-völgyére és a Brezinára nyújt kilátást. A kilátó falai egy 17. században épített bástya maradványai, amely a negyedik kaput védte. A kilátó párkánya (terasza) nagy félkör alakban zárja le a belső erődöt.
4. Jeremiás-torony (vagy Üteg-torony) – A Brezináról érkező támadások ellen emelték a Szapolyaiak, mivel addig a várnak ez a része volt a leggyengébb pontja. A torony henger alakú, az ágyúk számára lőrései vannak.
5. Alagút – A Jeremiás-torony és a kapcsolódó magaslat között egy alagút vezetett, amelyen eredetileg a Jeremiás-toronyból lehetett a kilátóhoz jutni. Az alagút mára beomlott.
6. Várárok – A Szapolyaiak eltávolították a Várhegyet a Brezinával összekötő gerincet és ennek helyén széles árkot hoztak létre, melyet hosszában egy 18 méter magas fallal két részre osztottak, így két párhuzamos száraz várárkot hoztak létre. A belső árok keskenyebb és sekélyebb volt, a falát alkotja a kilátó megmaradt fala is. A külső árok hosszabb, szélesebb és mélyebb. A két árkot elválasztó falon kétféle lőrés is volt. A külső árok középső részén egy kiugrás van, amely a Malom-torony.
7. Malom-torony – A Malom-torony a külső várfal része, 22 méter magas, melyből 14 méter a föld alatt van, amely szintén a védelmet szolgálta, amennyiben esetleg valaki alagútásással szeretett volna a várba jutni. A Malom-toronyra csak a két várárkot elválasztó fal egyik réséről lehetett eljutni egy fa csapóhídon át, melynek csak a kőből készült pillérei maradtak meg. Malom-toronyból egy újabb csapóhíddal lehetett átszelni a legkülső árkot.
8. Csillag-védmű – A Csillag-védmű a Malom-torony védelmére lett kialakítva a 17. század második felében, amikor a török veszély nagyobb mértékű volt. Sajnálatos módon a földet a Csillag-védmű építéséhez mind a szomszédos dombról a Cseresznyésligetről hozták. Ezen a helyen állt ugyanis az egykori Laugracio. A föld lehordásával megsemmisítették a leletanyagokat. A Csillag-védművet nem kőfallal vették körbe, hanem csak egy egyszerű fából készült fallal, amely azután idővel elrothadt, így a Csillag-védmű is elkezdett szétesni.

### Felső vár
1. Bejárati sorompó – A Várfal-közből és a Jeremiás-toronyból a palotarészhez csak a bejárati fából készült sorompón keresztül lehetett jutni. A sorompót veszély esetén leengedték. A mai kialakítását 1916-ban orosz foglyokkal végezték el. A sorompó pillérei eredetiek.
2. Ötödik (vagy Illésházy) kapu – Az ötödik kapu egyenesen a palotarészbe vezet. Úgy készítették, hogy a lövészek számára elérhető legyen. A palota részbe való bejutást akadályozta egy mély várárok is. Az ötödik kapu még a 14. században készült, tört íve a gótikára utal. Illésházy István a felújítás alkalmával saját és felesége Pálffy Katalin címerét is elhelyezte az ötödik kapu fölé 1609-es évszámmal, ezért is hívják Illésházy kapunak.
3. Szapolyai palota – Az ötödik kapu mögött találjuk a kétszintes Szapolyai palotát, melynek földszintjét két alagút-szerű helység alkotja, amelyek vélhetőleg kocsiszínként szolgáltak. Kapuján ugyanis kerék ábrázolások láthatók. Építésekor korábbi 13. és 14. századi falakat is felhasználtak. A tető magas díszes attikával rendelkezik. Felső emeletén négy helyiséget alakítottak ki. A Szapolyai-palotában elhelyezett kiállítás

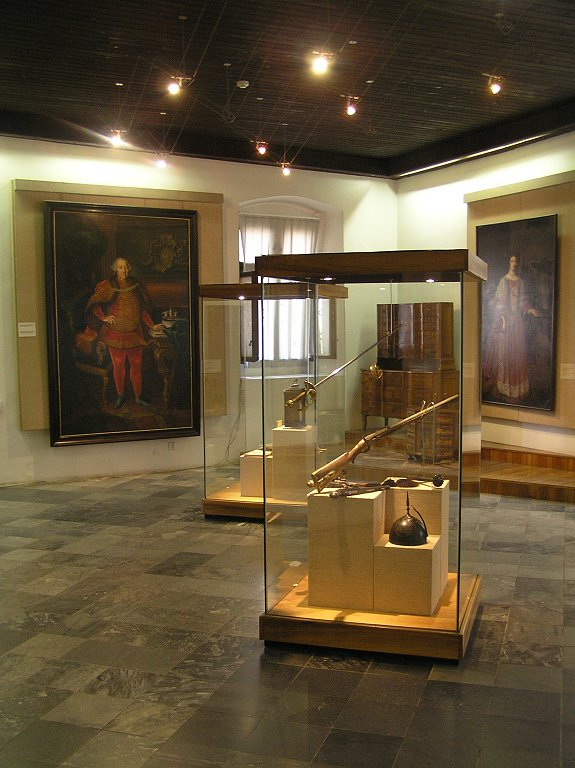
A Szapolyai-palotában elhelyezett kiállítás

4. Gazdasági épület – Az ötödik kaputól jobbra áll egy gazdasági épület, melyet a 14. században építettek. Egy istálló kapott benne helyet, amely mellett takarmány raktár is volt. Emeletét a 17. században építették hozzá.
5. Ásatások – A palotarészben találták meg a 11. századi torony alapjait.
6. Ismeretlen funkciójú 17. századi épület – Helyén egykor a ciszterna állt, az épületből csak egy fal maradt meg.
7. Hatodik kapu – A felső várudvarra vezet ez a kapu. Egykor Csák Máté építette, azonban a 17. században nagymértékben átalakították.
8. A palota udvar – Az épületegyüttes utolsó udvara, melyből elérhetők a paloták: A Máté-torony, a Nyári-torony, a Borbála-palota és a Lajos-palota.
9. Nyári-torony – A Szapolyaiak által építtetett első épület volt. Építéséhez felhasználták az erőd déli oldalának falait a 13. századból. Nyári-toronynak azért nevezik, mivel felső részén árkáddal volt díszítve, amelyből 1965-ben megtaláltak egy oszlopot. Eredetileg háromszintes volt a torony, egyenes mennyezetű termekkel. Mivel az 1528-as Katzianer ostrom során  megsérült, Illésházy István megjavíttatta, de így sem élte túl a történelem viharait.
10. Kápolna – A Nyári-toronnyal szemközt állt a kápolna, melynek keleti falát a Máté-torony, nyugati falát a 13. századi várfal alkotta. 1430-ban építtette Cillei Borbála királyné annak ellenére, hogy egy régebbi kápolna akkor még állt. A kápolna eredetileg egyenes mennyezettel és 3 gótikus ablakkal rendelkezett. A 16. században boltozatot csináltak benne. A megmaradt boltozat ma reneszánsz stílusú. 1661-ben a kápolnát sekrestyével és presbitériummal bővítették. A főoltár alatt helyezkedik el a kripta. A falon freskómaradványokra is bukkantak.
11. Máté-palota – A torony mellett  az udvar szélesebb részében állt a Máté-palota. Belőle csak egy fal maradt meg, mely ma a Borbála-palota része. A Máté-palota emeletéről kitolható híd segítségével lehetett átjutni a Máté-toronyba.
12. Borbála-palota – Az igen nagyméretű palota 1430 körül épült, építéséhez felhasználták a Máté-palota külső részét. A Máté-palota udvar felőli falait ekkor bontották le. A pincetér dongaboltozatos mennyezettel rendelkezett, efölött két emelet volt egyenes mennyezetű helyiségekkel. A palota bejárati portálja gazdagon díszített, amely portált azonban kivették. A homlokzati helyiségekből a pincébe is vezetett egy bejárat. Az északkeleti szárny ablakai északi irányba néznek, ennek ellenére a loggiáról jó kilátás nyílt dél kivételével a maradék három égtájra. A loggia alatt látható a Cilleiek és Luxemburgok címere. Az északi helyiségekhez kapcsolódik délről a nagy csarnok, melyet lovagteremnek is neveznek. A palota teljes közepét elfoglalja egészen a tetőig. Külső ablakai gazdagon díszítettek. A teremnek a 16. században keresztboltozata volt, amelynek később csak a nyomai maradtak meg. A lovagterem ablakai fölött címerek maradtak meg. A Borbála-palota boltozatát teljesen sikerült rekonstruálni.
13. Az udvari bolond szobája – Egyes források szerint a lépcső alatt kapott helyet az udvari bolond szobája, mely azonban nem maradt meg. A Borbála-palota ablakmélyedésében található címer

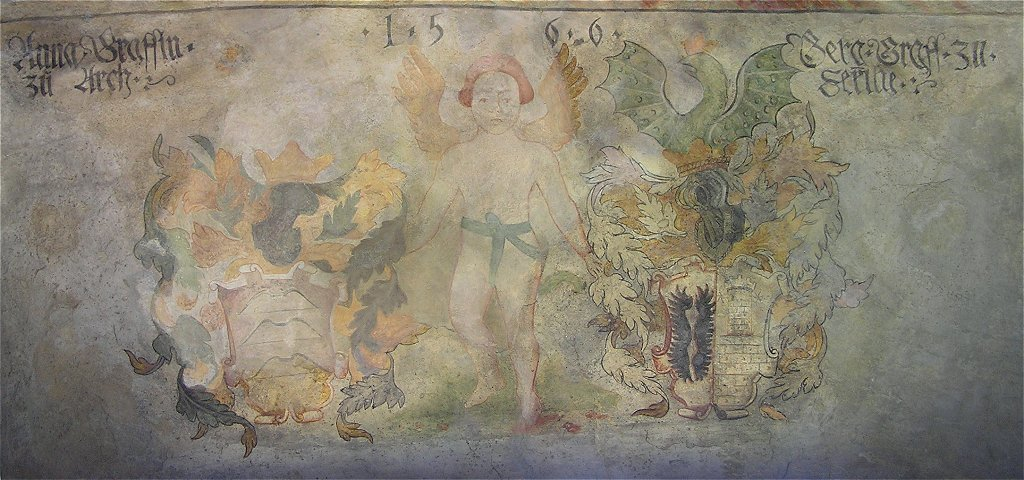
A Borbála-palota ablakmélyedésében található címer

14. Lépcső – Az udvarból egy lépcsősor vezet a Borbála-palota felé és a várfal mentén a Lajos-palotához.
15. Lajos-palota – A Máté-torony északi oldalához kapcsolódó hasáb alakú épület a Lajos-palota, amelyet Nagy Lajos építtetett. A földszinti épületeit tárháznak nevezték még a 17. században is (a szlovák is átvette ezt a nevet), innen lehetett bejutni a levéltárba és a kincstárba. A lakószobák az emeleten voltak. Az épületnek a torony felőli oldala kétszintes, de a keskenyebb részen még egy harmadik ráépített emeletet is tartalmaz. Az eredeti gótikus épület nem maradt fenn, mivel a reneszánsz korban teljesen átépítették. A Lajos-palotában jelenleg a lapidárium foglal helyet.
16. Nagy-bástya – A Lajos-palota alatt, annak déli oldalához közel egy íves bástya látható, melyet a 16. század közepén építettek. A bástya három ágyúlőrése a városra néz. Időnként a várurak Trencsén városa ellen használták is ezeket az ágyúkat.
17. Máté-torony – A torony a vár legmagasabb épülete. Jóval Csák Máté előtt épült. A hasáb alakú torony alapja 12,5×12,2 méter, miközben a földszinten falai csaknem 3,5 méter vastagok. A külső és belső téglafal között egy régebbi, négy szintes kőtorony maradványai maradtak meg, amelyet felhasználtak a torony építéséhez. Az épületbe belépve az első helyiség egyszerű kialakítású, szerepének megfelelően, mivel őrhely és éléskamra volt. A felső két szint lakótér volt, melyeket kandallókkal lehetett fűteni. A negyedik szintről lehetett kijutni a fából készült kilátóra, amelyről az egész vár és váralja és a Vágvölgye egy része is belátható. A kilátást északon Máriatölgyes, délen a Vágmenti Inóc, nyugatról a Fehér-hegység határolja. A torony bejárata az első szinten volt, ahová létra vezetett. 1260-ban a tornyot átépítették, ekkor a torony magassága 39 méter lett. Az elsőtől a negyedik emeletig az egyes helyiségek között keskeny lépcsők vezetnek, melyek gótikus portálokkal vannak ellátva. Ezek úgy vannak elrendezve, hogy a látogató ahhoz, hogy átmenjen a következő helyiségbe, irányt kell hogy változtasson. A negyedik emeleten egy helyiséget ki lehetett kerülni. A hagyomány szerint ez volt Csák Máté dolgozószobája. Az ötödik szintre csigalépcsőn lehetett feljutni, amely a torony északnyugati részén van. A torony látogatható, jelenlegi állapotában az arisztokrácia életét mutatja be a 11–14. században.

## Jelenlegi állapot
A vár az 1877-ben alapított Trencséni Múzeum része, mely a várban bemutatja a középkori nemesség életét, bútorait, az akkori fegyvereket a Borbála-palotában, a környék őskori leleteit és néprajzi múltját a Lajos-palotában. A gazdasági épületben galériát rendeztek be.

## Mondák, legendák

### A vár építése
A Trencsénteplic közeli Bérces faluban élt egy gazdag parasztember, akinek Gazdag Jakab volt a neve. Jakab dölyfös ember volt és mivel szűk lett a kis faházuk az egész családnak, úgy gondolta, hogy kőházat épít. Egyszer amikor az erdőben sétált a Vápec hegy mögött látott egy sziklát, ami megfelelőnek tűnt neki az építkezéshez. Végül azonban, mivel pénze engedte, úgy döntött, hogy ház helyett várat épít ide. A sziklát el is nevezte magáról Jakab-sziklának. Kevélységének azonban nem volt határa és azt terjesztette, hogy a vára olyan erős lesz, hogy még az ördög sem veszi be. Figyelmeztette is az ördögöket, hogy kerüljék el messziről a várat. Az ördögök nem feleltek erre. Jakab másnap elkezdte az építkezést 12 kőművessel és 12 áccsal. Az éjszaka azonban előjöttek az ördögök és átvitték a lerakott köveket a trencséni Mária-hegyre (a mai Várhegy). Reggelre senki nem értette, hogy hová tűnt a vár. Nekifogta újra építeni a várat. Másnapra azonban ugyanaz történt. A 12. napon Jakab már nagyon elkeseredett, könyörgött már minden tündérnek és ördögnek, egyszer csak egy trencséni sánta juhász jött Jakab elé és elmondta neki, hogy kövei mind a trencséni hegyen vannak és egy új vár épül belőlük. Ezt meghallva Jakab haragra gerjedt, hozzávágta a botját a juhászhoz és eltűnt. Az a hír járja, hogy valamilyen sziklabarlangban él azóta is és várja, hogy az ördögök visszahozzák a köveit Trencsénből a Jakab-sziklára.

### Csák Máté
Az arany ágacska letörésének idejében (az Árpád-ház kihalásakor) Csák Máté volt Trencsén várának ura. Csák Máté mindig csak önös érdekeit tartotta szem előtt, és éppen azon tűnődött, hogy melyik királyjelöltnek az oldalára álljon. Felesége javaslatára Vencel cseh herceget támogatta. Gentilis bíboros, pápai követ elhívta Csák Mátét Visegrádra, ahol megegyeztek, hogy Csák Máté Károly Róbertet fogja támogatni a trón megszerzésében. Csák Máté még esküt is tett: „Ha nem tartanám meg, amit fogadtam, azt veszítsem el, akit legjobban szeretek.” Este Csák Máté Petykó bolondja azt mondta urának, hogy Csák Máté aligha tartja meg ígéretét. Máté haragra gerjedt és elűzte Petykót. Végül a bolondnak igaza lett: Csák Máté visszapártolt Vencel oldalára, mert az több pénzt ígért. A rozgonyi csatában Károly Róberttől vereséget szenvedett. Hazafelé menet egy követ érkezett: felesége halálhírét hozta, vadászat közben belecsapott a villám. Másnap egy másik futár a lánya halálhírét hozta, aki tüdőbetegségben halt meg. Harmadnap pedig az unokája halt meg lázban. Végül a csatavesztés után 9 évvel a főúr is meghalt utód nélkül, így birtokai a királyra szálltak.

### A várkút legendája
Mátyás király Szapolyai Istvánnak ajándékozta Trencsén várát. Egyszer a török elleni portyából nagy zsákmánnyal tért vissza a várúr. A foglyok között egy csodaszép nő volt, akit, miután Szapolyai parancsára levette fátylát, Szapolyai feleségének, Hedvig hercegnőnek ajándékozott udvarhölgynek. A török lány Fatima volt, Ibrahim ruméliai pasa lánya. Hedvig hercegnő kifaggatta élete történetét, miszerint a lányt éppen apjához menet fogták el Szapolyai emberei. Fatimának egy vőlegénye is van, Omár bég, aki egy gazdag szmirnai kereskedő fia. A lányt nagyon bántotta, hogy nem mehet vissza vőlegényéhez. Egy hónap múlva azonban Omár bég is megjelent a foglyokért. Szapolyai a foglyok kiváltásába beleegyezett, de nem volt a foglyok között Fatima. Szapolyai azt mondta, hogy Fatimát a feleségének adta és amit ő egyszer elajándékozott, azt nem kéri vissza. Omárt azonban nem nyugtatta meg Szapolyai válasza. Könyörgésére Szapolyai elgondolkodott. A trencséni vár legnagyobb hibája az volt, hogy nem volt kútja. Hiába hívott már német mestereket, olasz mérnököket és székely ügyeskedőket, senki sem tudott vizet fakasztani a sziklából. Így Omárnak azt az ajánlatot tette, ha kutat ás a várban, viheti Fatimát. Omár elkezdte a kútásást. 1111 napig ásták a kutat, emberei és a foglyok lassan elhullottak, csak három maradt. Az 1111. napon hangos kiáltás hangzott fel: „Allahnak hála, dicsőség a prófétának, felfakadt a víz!”. Az első tömlő vízzel feljött Omár és Szapolyai elé ment: „Itt a vized, nagyúr. Álltam a szavam, most álld te is.” Szapolyai ígéretét beváltotta, Fatimát szabadon engedte. Amikor a törökök elindultak Trencsénből, Omár azt mondta Szapolyainak: „Vized már van, de szíved keményebb a legkeményebb sziklánál is, Szapolyai István!”. Ettől fogva a trencséni várkutat a Szerelem kútjának is hívják.